# Morti nel 1975/Giugno
| Questa pagina contiene informazioni ricavate automaticamente dalle voci biografiche con l'ausilio del template Bio e di un bot. L'aggiornamento è periodico e automatico e ricostruisce completamente la pagina. Se manca una persona in questa lista, sei pregato di non aggiungerla, ma accertati piuttosto che la sua voce biografica contenga il template Bio e che i dati anagrafici siano correttamente compilati. Se il template Bio manca, inseriscilo tu stesso o, in alternativa, metti l'avviso {{tmp\|Bio}} che ne segnala la mancanza. Se i dati riportati sono sbagliati, correggi direttamente la voce biografica; le modifiche saranno visibili in questa lista entro pochi giorni. Per chiarimenti vedi il progetto biografie. La lista contiene solo le 85 persone che sono citate nell'enciclopedia e per le quali è stato implementato correttamente il template Bio. Pagina aggiornata al 3 mar 2024. |

- 1º giugno - Erich Cuntz, hockeista su prato tedesco (n. 1916)
- 2 giugno - Giuseppe Santoro, generale e aviatore italiano (n. 1894)
- 2 giugno - Wenefryde Scott, X contessa di Dysart, nobildonna scozzese (n. 1889)
- 2 giugno - David Walsh, arbitro di pallacanestro statunitense (n. 1889)
- 3 giugno - Ralph J. Gleason, critico musicale, musicologo e saggista statunitense (n. 1917)
- 3 giugno - Eisaku Satō, politico giapponese (n. 1901)
- 4 giugno - Evelyn Brent, attrice statunitense (n. 1899)
- 4 giugno - Francesco Bruno, generale italiano (n. 1886)
- 4 giugno - Frida Leider, cantante lirica tedesca (n. 1888)
- 4 giugno - Alexander Olsen, calciatore norvegese (n. 1899)
- 5 giugno - Gabriel Aresti, scrittore e poeta spagnolo (n. 1933)
- 5 giugno - Mara Cagol, terrorista italiana (n. 1945)
- 5 giugno - Paul Keres, scacchista sovietico (n. 1916)
- 6 giugno - Francesco Arena, politico italiano (n. 1926)
- 6 giugno - Larry Blyden, attore e produttore teatrale statunitense (n. 1925)
- 6 giugno - Minotti Bøhn, calciatore norvegese (n. 1888)
- 6 giugno - Hugo Dyson, anglista britannico (n. 1896)
- 6 giugno - Amato Festi, imprenditore e politico italiano (n. 1882)
- 6 giugno - Alvin Hansen, economista statunitense (n. 1887)
- 6 giugno - Franz Merke, chirurgo svizzero (n. 1893)
- 7 giugno - Roger Grosjean, aviatore e archeologo francese (n. 1920)
- 7 giugno - Giuseppe Trotter, allenatore di calcio e calciatore italiano (n. 1918)
- 8 giugno - Murray Leinster, autore di fantascienza statunitense (n. 1896)
- 8 giugno - Bruno Müller, canottiere tedesco (n. 1902)
- 9 giugno - Mario Cergol, hockeista su pista e allenatore di hockey su pista italiano (n. 1911)
- 9 giugno - Albert Spencer, VII conte Spencer, nobile inglese (n. 1892)
- 9 giugno - Tonono, calciatore spagnolo (n. 1943)
- 10 giugno - Stellio Lozza, politico, partigiano e sindacalista italiano (n. 1906)
- 10 giugno - Silvestro Prestifilippo, giornalista, scrittore e regista italiano (n. 1921)
- 11 giugno - Giovanni D'Alfonso, carabiniere italiano (n. 1930)
- 11 giugno - Apollo Granforte, baritono italiano (n. 1886)
- 11 giugno - Donald Oenslager, scenografo e docente statunitense (n. 1902)
- 12 giugno - Rafael Arévalo Martínez, scrittore guatemalteco (n. 1884)
- 12 giugno - Virgilio Ferrari, medico e politico italiano (n. 1888)
- 13 giugno - Derek Fortrose Allen, archeologo e numismatico britannico (n. 1910)
- 13 giugno - Ludovico Angelini, politico e medico italiano (n. 1906)
- 13 giugno - José María Guido, politico argentino (n. 1910)
- 13 giugno - Arturo Tabera Araoz, cardinale e arcivescovo cattolico spagnolo (n. 1903)
- 14 giugno - Paolo Dettori, politico italiano (n. 1926)
- 15 giugno - William Austin, attore britannico (n. 1884)
- 16 giugno - Edward S. Aarons, scrittore statunitense (n. 1916)
- 17 giugno - Alfred Aufdenblatten, sciatore di pattuglia militare e fondista svizzero (n. 1897)
- 17 giugno - Achille Cruciani, politico italiano (n. 1920)
- 17 giugno - Giovanni Mingatti, dirigente sportivo italiano (n. 1882)
- 17 giugno - James Phinney Baxter III, storico statunitense (n. 1893)
- 18 giugno - Fayṣal bin Musāʿid bin ʿAbd al-ʿAzīz Āl Saʿūd, principe e criminale saudita (n. 1944)
- 18 giugno - Bruno Migliorini, linguista, filologo e esperantista italiano (n. 1896)
- 19 giugno - Sam Giancana, mafioso statunitense (n. 1908)
- 19 giugno - Krista Nell, attrice e modella austriaca (n. 1946)
- 20 giugno - Tommaso Colonnello, pittore italiano (n. 1896)
- 20 giugno - Michail Alekseevič Egorov, militare sovietico (n. 1923)
- 20 giugno - Karel Gleenewinkel Kamperdijk, calciatore olandese (n. 1883)
- 21 giugno - Max Braubach, storico tedesco (n. 1899)
- 21 giugno - Thorleif Larsen, calciatore norvegese (n. 1916)
- 21 giugno - Jean Mariotti, scrittore francese (n. 1901)
- 22 giugno - Per Wahlöö, scrittore, giornalista e traduttore svedese (n. 1926)
- 24 giugno - Lou Hudson, hockeista su ghiaccio canadese (n. 1898)
- 24 giugno - Wendell Ladner, cestista statunitense (n. 1948)
- 24 giugno - Luigi Raimondi, cardinale e arcivescovo cattolico italiano (n. 1912)
- 24 giugno - Louis Van Hege, calciatore belga (n. 1889)
- 24 giugno - Paolo Vannucci, calciatore italiano (n. 1913)
- 25 giugno - Javier Ambrois, calciatore uruguaiano (n. 1932)
- 25 giugno - Benny Bass, pugile statunitense (n. 1904)
- 25 giugno - Eugen Fink, filosofo tedesco (n. 1905)
- 25 giugno - Gerald Ouellette, tiratore a segno canadese (n. 1934)
- 26 giugno - Basil Cameron, direttore d'orchestra britannico (n. 1884)
- 26 giugno - Marian Chodacki, politico e generale polacco (n. 1898)
- 26 giugno - Josemaría Escrivá de Balaguer, presbitero spagnolo (n. 1902)
- 26 giugno - Román Fresnedo Siri, architetto uruguaiano (n. 1903)
- 26 giugno - George Morris, pittore statunitense (n. 1905)
- 27 giugno - Wim Landman, calciatore olandese (n. 1921)
- 27 giugno - Robert Stolz, compositore e direttore d'orchestra austriaco (n. 1880)
- 27 giugno - Geoffrey Ingram Taylor, fisico inglese (n. 1886)
- 28 giugno - Kōnstantinos Apostolou Doxiadīs, architetto greco (n. 1913)
- 28 giugno - Serge Reding, sollevatore belga (n. 1941)
- 28 giugno - Rod Serling, scrittore e sceneggiatore statunitense (n. 1924)
- 28 giugno - Michail Šumilov, generale sovietico (n. 1895)
- 29 giugno - Tim Buckley, cantautore statunitense (n. 1947)
- 29 giugno - Hans Furler, avvocato e politico tedesco (n. 1904)
- 29 giugno - Ernesto Ragionieri, storico italiano (n. 1926)
- 29 giugno - Umberto Renica, calciatore italiano (n. 1921)
- 29 giugno - Dionisio Ridruejo, poeta, scrittore e politico spagnolo (n. 1912)
- 29 giugno - Giuseppe Soresina, calciatore italiano (n. 1894)
- 30 giugno - Erik Hjelm, calciatore svedese (n. 1893)
- 30 giugno - Antonio Valente, architetto e scenografo italiano (n. 1894)